# Giuseppe Marciante
Giuseppe Marciante (Catania, 16 luglio 1951) è un vescovo cattolico italiano, dal 16 febbraio 2018 74º vescovo di Cefalù.

## Biografia
Nasce a Catania, città capoluogo di provincia e sede arcivescovile, il 16 luglio 1951.

### Formazione e ministero sacerdotale
Compie gli studi filosofici e teologici presso l'Istituto San Paolo di Catania.
Il 5 ottobre 1980 è ordinato presbitero, nella chiesa di San Benedetto, dall'arcivescovo Domenico Picchinenna per l'arcidiocesi di Catania.
Ricopre gli incarichi di vicario parrocchiale di Santa Maria in Ognina, dal 1980 al 1986, e nella parrocchia di Santa Maria in Cibali, dal 1986 al 1987, divenendo poi parroco della parrocchia di San Giuseppe a Pavona, nella sede suburbicaria di Albano.
Il 1º luglio 1993 si incardina nella diocesi di Roma, dove era parroco di San Romano martire già dal 1989. Dal 1998 è assistente nazionale ecclesiastico dell'associazione di donatori di sangue Fratres. Nel 1995 è nominato prefetto della XII prefettura e dal 2008 è membro del collegio dei consultori e del consiglio presbiterale diocesano di Roma. Dal 2001 è cappellano di Sua Santità con titolo di monsignore.

### Ministero episcopale
Il 1º giugno 2009 papa Benedetto XVI lo nomina vescovo ausiliare di Roma, per il settore pastorale Est, e vescovo titolare di Tagora. L'11 luglio successivo riceve l'ordinazione episcopale, insieme al vescovo Guerino Di Tora, nella basilica di San Giovanni in Laterano, dal cardinale Agostino Vallini, vicario generale per la diocesi di Roma, co-consacranti Luigi Moretti, arcivescovo vicegerente, ed Enzo Dieci, già vescovo ausiliare di Roma.
Il 16 febbraio 2018 papa Francesco lo nomina vescovo di Cefalù; succede a Vincenzo Manzella, dimessosi per raggiunti limiti di età. Il 14 aprile successivo prende possesso canonico della diocesi nella cattedrale di Cefalù, divenendone il 74º vescovo.
Presso la Conferenza episcopale siciliana è delegato per i problemi sociali, il lavoro, la giustizia, la pace e la salvaguardia del Creato. È anche membro della Commissione episcopale per i problemi sociali e il lavoro, la giustizia e la pace della Conferenza Episcopale Italiana.

## Genealogia episcopale
La genealogia episcopale è:
- Cardinale Scipione Rebiba
- Cardinale Giulio Antonio Santori
- Cardinale Girolamo Bernerio, O.P.
- Arcivescovo Galeazzo Sanvitale
- Cardinale Ludovico Ludovisi
- Cardinale Luigi Caetani
- Cardinale Ulderico Carpegna
- Cardinale Paluzzo Paluzzi Altieri degli Albertoni
- Papa Benedetto XIII
- Papa Benedetto XIV
- Cardinale Enrico Enriquez
- Arcivescovo Manuel Quintano Bonifaz
- Cardinale Buenaventura Córdoba Espinosa de la Cerda
- Cardinale Giuseppe Maria Doria Pamphilj
- Papa Pio VIII
- Papa Pio IX
- Cardinale Alessandro Franchi
- Cardinale Giovanni Simeoni
- Cardinale Vincenzo Vannutelli
- Cardinale Giovanni Battista Nasalli Rocca di Corneliano
- Cardinale Marcello Mimmi
- Arcivescovo Giacomo Palombella
- Cardinale Michele Giordano
- Cardinale Agostino Vallini
- Vescovo Giuseppe Marciante

## Araldica
| Stemma | Blasonatura |
| ------ | --- |
|        | D'azzurro, cappato d'oro, all'aratro sormontato da una stella di 8 punte, il tutto dello stesso; a destra un ramo fiorito di mandorlo posto in sbarra, a sinistra un fascio di 6 ceri accesi legati da cordicelle, il tutto al naturale; col capo passante di rosso, al libro aperto d'argento, caricato delle lettere maiuscole A e Ω del campo. |